# Fengguantun
Fengguantun (kinesiska: 冯官屯镇, 冯官屯) är en köping i Kina. Den ligger i provinsen Shandong, i den östra delen av landet, omkring 63 kilometer väster om provinshuvudstaden Jinan. Antalet invånare är 42 210. Befolkningen består av 21 132 kvinnor och 21 078 män. Barn under 15 år utgör 16,0 %, vuxna 15-64 år 73 %, och äldre över 65 år 10,0 %.
Genomsnittlig årsnederbörd är 800 millimeter. Den regnigaste månaden är juli, med i genomsnitt 287 mm nederbörd, och den torraste är januari, med 5 mm nederbörd.